# Phaonia pura
Phaonia pura är en tvåvingeart som först beskrevs av Friedrich Hermann Loew 1873.  Phaonia pura ingår i släktet Phaonia och familjen husflugor. Inga underarter finns listade i Catalogue of Life.